# Brána zemědělského dvora (Butovice)
Brána zemědělského dvora (Meierhofu) v Butovicích je nevelká klasicistní brána bývalého panského statku ve Studénce, části Butovice, a to v ulici Na Vyhlídce u č. p. 836. Dne 3. května 1958 byla prohlášena za kulturní památku č. 41226/8-2108.
První panský dvůr v Butovicích vznikl na místě usedlosti patřící do 16. století dědičnému fojtství, na křižovatce hlavní ulice (dnes ul. Butovická) a tzv. Moravské volské cesty (dnes ul. Moravská), poblíž kaple svaté Anny. Stísněná poloha statku v intravilánu obce a nevhodná poloha vzhledem k panským pozemkům na druhé straně obce vedla na konci 18. století vrchnost (Františka Xavera hraběte z Harrachu) k postavení nového panského dvora („Meierhofu“) na návrší na severovýchodě vsi, poblíž kostela Všech svatých. S návsí, potažmo se starým dvorem, jenž zůstal v majetku vrchnosti, nový dvůr spojovala příjezdová cesta, dnes ulice Na vyhlídce. Z původního statku, který dnes (2013) slouží k průmyslové činnosti, zůstala zachována celková dispozice a polozapuštěné klenuté suterény, detailní podoba staveb však byla vícekrát upravena pro zemědělské či průmyslové užití. Výrazným zachovaným architektonickým prvkem je původní příjezdová brána na jihozápadě areálu.
Nad vlastním obdélným obrysem brány, ukončeným profilovanou římsou, se zvedá štít ve dvou segmentech: lichoběžníkovém s konkávně prohnutými rameny a trojúhelníkovém. Brána je kryta taškami, a to i podél římsy. Průjezd brány je půlkruhově zaklenut, původní dřevěná vrata se nedochovala a byla nahrazena novodobými. Z příjezdové strany průjezd z každé strany lemuje dvojice pilastrů opticky podepírajících římsu, nad průjezdem a rovněž ve štítu jsou vavřínové festony. Na zbytky původní ohradní zdi brána navazuje dvěma nižšími, rovněž taškami krytými sloupky.
Plocha před vjezdem do statku byla ve 20. století rozparcelována pro rodinné domy a nový vjezd byl vytvořen z jihovýchodní strany. Původní ohradní zeď i s bránou tak v současnosti tvoří hranici mezi areálem bývalého statku a zahradami soukromých domů, do jedné z nichž nyní zdobené průčelí brány směřuje. Ze strany statku byla brána kolem roku 2010 omítnuta, vsazeny nové dveře a opravena krytina.

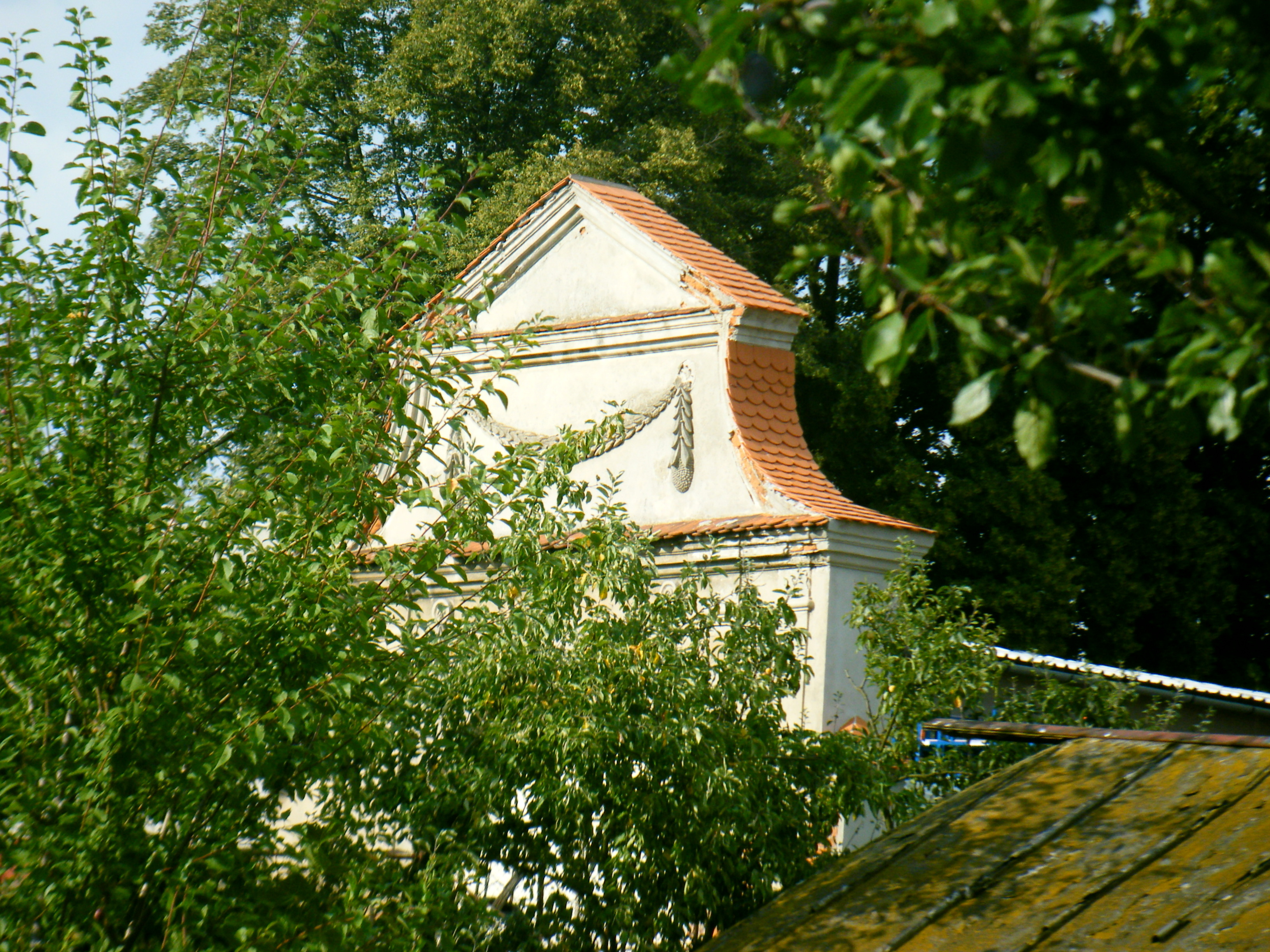
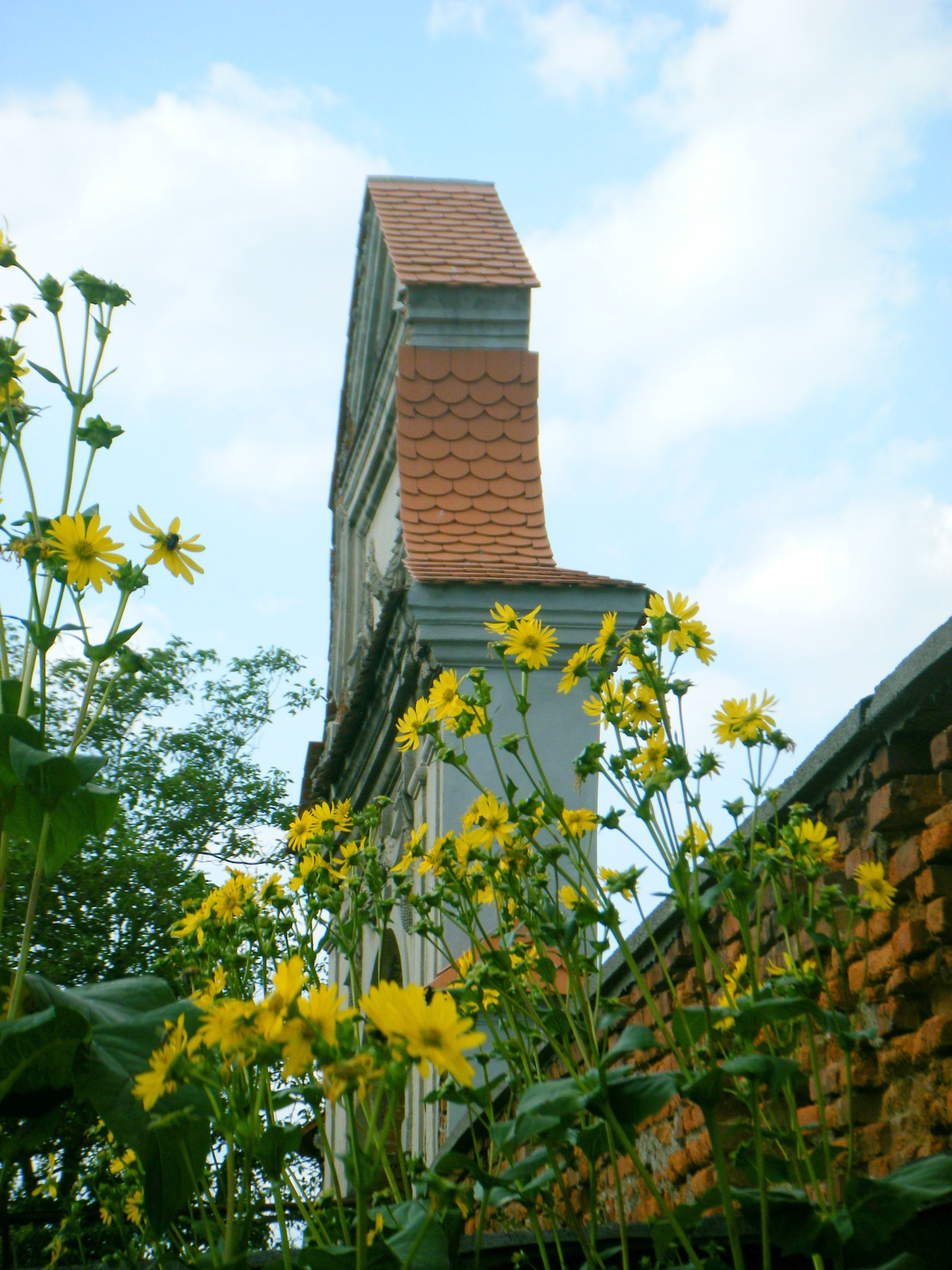